# Pycnogonum gordonae
Pycnogonum gordonae is een zeespin uit de familie Pycnogonidae. De soort behoort tot het geslacht Pycnogonum. Pycnogonum gordonae werd in 1984 voor het eerst wetenschappelijk beschreven door Pushkin. 